# Сіцзяо (аеропорт)
Аеропорт Сіцзяо або аеропорт Маньчжурія (кит.: 满洲里西郊机场) (IATA: NZH, ICAO: ZBMZ) — цивільний міжнародний аеропорт в Маньчжурії, Китай. Є четвертим за величиною аеропортом автономного району Внутрішня Монголія.
Аеропорт є хабом для:
- IrAero

## Історія
Перші спроби створення аеропорту в Маньчжурії були прийняті ще на початку 1990-х років, проте керівництво країни відмовилося від ідеї. До проектування повітряної гавані повернулися лише в 2001 році, а 16 травня 2003 року розпочалося саме будівництво.
Аеропорт, якому дали назву «Сіцзян», відкрився чартерними внутрішніми рейсами в грудні 2004 року. Регулярні почалися з маршруту Маньчжурія — Пекін 1 лютого 2005 року.
У серпні 2005 року був здійснений перший пробний міжнародний рейс Іркутськ — Маньчжурія — Іркутськ .
10 липня 2009 року аеропорт отримав статус міжнародного.

## Характеристики
Загальна площа аеропорту становить 166 700 м² з них 13 000 м² доводиться на стоянку для літаків.
Злітно-посадкова смуга з армобетону має довжину 2 400 м і ширину 45 м.
Аеропорт має пасажирський термінал площею 7 597 м².

## Авіалінії та напрямки
| Авіакомпанія           | Пункт призначення                     |
| ---------------------- | ------------------------------------- |
| China Express Airlines | Далянь-Чжоушуйцзи, Хух-Хото, Сун'юань |
| China United Airlines  | Аршан, Пекін–Наньюань                 |
| Hainan Airlines        | Пекін-Столичний, Іркутськ             |
| Hunnu Air              | Улан-Батор Сезонний: Улан-Уде         |
| IrAero                 | Іркутськ, Красноярськ–Ємельяново      |
| Okay Airways           | Чанша                                 |
| Sichuan Airlines       | Харбін                                |
| Spring Airlines        | Сезонний:Шанхай–Пудун                 |
| XiamenAir              | Фучжоу, Цзінань                       |